# Aphileta
Genre
Aphileta est un genre d'araignées aranéomorphes de la famille des Linyphiidae.

## Distribution
Les espèces de ce genre se rencontrent en zone holarctique.

## Liste des espèces
Selon World Spider Catalog (version 16.5, 26/07/2015) :
- Aphileta centrasiatica Eskov, 1995
- Aphileta microtarsa (Emerton, 1882)
- Aphileta misera (O. Pickard-Cambridge, 1882)

## Publication originale
- Hull, 1920 : The spider family Linyphiidae: an essay in taxonomy. Vasculum, vol. 6, p. 7-11.